# Dermatofagia

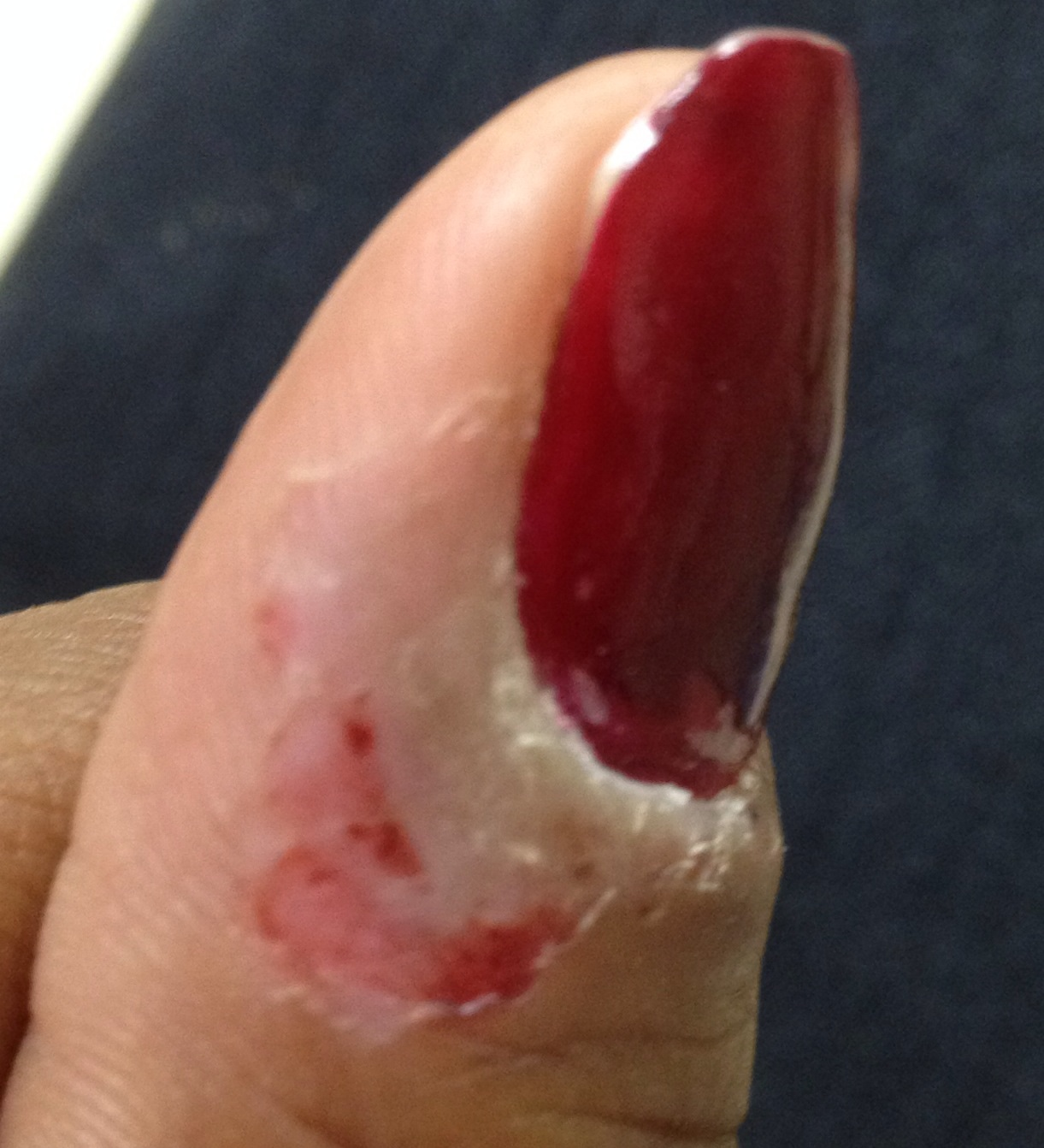
Dedo extremadamente mordido.

La dermatofagia es un trastorno del control de impulsos, relacionado con el trastorno obsesivo-compulsivo, en el que una persona se muerde compulsivamente su propia piel. Los afectados suelen morderse los labios, el interior de la boca y la piel alrededor de las uñas, dando lugar a enrojecimiento sanguinolento y despigmentación con el tiempo.

## Comportamiento
Los afectados por dermatofagia mastican su piel compulsivamente, por obligación impulsiva, y lo pueden hacer en varias zonas corporales. Las víctimas suelen morder y masticar la piel que rodea las uñas y las cutículas. También pueden morder y masticar el interior de su boca, las mejillas o los labios, causando ampollas dentro y fuera de la boca. Si el comportamiento se controla por un período prolongado, puede empezar a desarrollarse callos.
La dermatofagia puede aparecer en momentos de aprehensión, nerviosismo y otros eventos desagradables. Las ampollas en particular, pueden causar una sensación de ganas de morderlas (ya que la piel muerta fácilmente puede desgarrarse), lo que es perjudicial, causando infecciones. Las personas que tengan esto lo hacen y a veces no se dan cuenta de que lo hacen. Las personas que tienen padres que padecen trastornos mentales enfrentan un factor de riesgo alto de padecer este hábito.

### Trastornos asociados
- Dermatilomanía: el acto de excoriar o pellizcar la piel, puede ser concomitante.
- Onicofagia: morderse y destruir las uñas
- Tricofagia: morder y comer compulsivamente el cabello.[5]